# Excursiones (película)
Excursiones es una película argentina dirigida por Ezequiel Acuña sobre un guion propio escrito en colaboración con Alberto Rojas Apel cuyos principales protagonistas son Alberto Rojas Apel, Matías Castelli, Martín Piroyansky y Martina Juncadella. 

## Sinopsis
Marcos (Matías Castelli) trabaja en una fábrica de golosinas y consigue que un teatro quiera estrenar un unipersonal que creó en la escuela secundaria y para reescribirlo le pide ayuda a Martín (Alberto Rojas Apel), su amigo de la secundaria que en los diez años durante los que no se han visto se convirtió en un guionista de televisión.
Con la excusa de la obra retoman esa relación y se reúnen semanalmente, conversan sobre ellos y sobre otros amigos que Martín dejó de ver pero que Marcos aún frecuenta. También está presente el recuerdo de Lucas, un amigo común que murió en un accidente y del que casi no hablan.
También aparecen terceros personajes que permiten al espectador notar que, más allá del cariño que los une, cada uno ha armado su vida en forma bastante diferentes. Están la hermana adolescente de Marcos, Luciana (Martina Juncadella), que se la pasa patinando y entabla una relación con el hermano pedante de Matías, Ignacio (Ignacio Rogers) quien toca en una banda de rock; un actor fanático del aeromodelismo que ayuda en los ensayos, pero que termina entrometiéndose demasiado (Martín Piroyansky) y un director teatral bastante particular (Santiago Pedrero).

## Reparto
- Alberto Rojas Apel ... Martín
- Matías Castelli ... Marcos
- Martín Piroyansky ... Maxi
- Martina Juncadella ... Luciana
- Santiago Pedrero ... Santiago Maciel
- Ignacio Rogers ... Nacho
- Mariano Llinás ... Productor